# Heliox
Heliox är en andningsgas som är en  blandning av helium och syre (oxygen) som används som andningsgas vid teknisk dykning. Helium är dock en dyr gas. Därför används trimix i betydligt större utsträckning.